# Городская усадьба Н. П. Маттейсена
Городская усадьба Н. П. Маттейсена — усадьба в Москве по адресу Георгиевский переулок, дом 1, строение 1-3. Снесена 23.12.2021

## История
В XVIII веке между современными Георгиевским и Камергерским переулками, Тверской улицей и несохранившимся Георгиевским монастырём располагались две усадьбы — князей М. Н. Волконского и С. М. Голицына. В начале XIX века оба владения объединил тайный советник и камергер П. П. Бекетов. В 1847 году хозяином этого участка становится коллежский советник А. Д. Серебряков, а в 1857 году владение опять делится на два. Одно переходит в собственность Московского приказа общественного призрения, а выходящий на Георгиевский переулок участок — купцам Сушкиным. В 1864 году они разбирают старые постройки, а на их месте архитектор И. Берников возводит трёхэтажный доходный дом с аркой во двор, которая позднее была заложена. Квартиры размещались на верхних этажах, первый арендовали магазины и конторы, хранившие свой товар в подвалах. Ещё один доходный дом был построен в 1871 году.
На соседнем, принадлежавшем Николаю Петровичу Маттейсену, владении всё ещё стоял главный дом усадьбы постройки начала XIX века. В конце 1880-х годов во дворе этого владения, вплотную к усадебному дому, был возведён П-образный доходный дом, вскоре надстроенный ещё одним, пятым этажом. В новом здании располагались квартиры для сдачи в аренду.
В стоящем по красной линии переулка доме (д. 1, стр. 1) на съёмной квартире жил скрипач немецкого происхождения Кламрот, Карл Антонович, здесь же располагались его собственные скрипичные классы. До 1917 года в здании также размещалась театральная библиотека С. Ф. Рассохина, открытая при Первом театральном агентстве для России и заграницы, основанном Елизаветой Николаевной Рассохиной в 1892 году. При агентстве имелась театральная касса, библиотека и издательство. В доме в Георгиевском переулке помимо библиотеки агентства располагалась ещё и библиотека Общества русских драматических писателей и оперных композиторов.
В 1910-м году были добавлены дополнительные подвалы под двором участка. Проект помещений с крестовыми сводами на столбах был разработан архитектором М. А. Фолькнером. В 1911 году изменениям подвергся уличный фасад, работы велись по проекту С. О. Кулагина.
После революции и до середины XX века здесь размещались коммунальные квартиры. В 1960-70-х годах жильцов расселили, а в доме расположились разные конторы, в результате переоборудования здания под новые нужды планировка интерьеров была почти полностью изменена. Большая часть возведённого на участке Маттейсена доходного дома (д.1, стр. 3) была снесена в 1930-х годах ради расширения Тверской улицы, внутренняя планировка также утрачена. Изменениям почти не подверглись лишь подвалы под домом и двором, как и раньше эти помещения используются в качестве складских.